# Robert DePalma
Robert DePalma és un paleontòleg estatunidenc conservador del Palm Beach Museum of Natural History conegut per haver descobert un jaciment molt ric que sembla que conté els fòssils del mateix dia de l'impacte del meteorit que provocà l'extinció del Cretaci-Paleogen fa 66 milions d'anys. El jaciment, anomenat Tanis es troba a la formació geològica Hell Creek a Dakota del Nord. Els seus treballs estan publicats amb altres coautors com Walter Alvarez o Jan Smit. L'article més complet sobre aquest tema, però, fou publicat a la revista Proceedings of the National Academy of Sciences i fou divulgat el 29 de març de 2019. El descobriment de Tanis tengué lloc el 2013 i Robert hi ha estat treballant els darrers cinc anys. Es pensa que pot ser molt important, ja que reflecteix el que va passar la primera hora després de l'impacte de Chicxulub.
Entre les seves troballes, destaca el descobriment del Dakotaraptor.